# Siamesischer Zwergbärbling
Der Siamesische Zwergbärbling (Trigonostigma somphongsi) ist ein kleiner Karpfenfisch aus dem Stromgebiet des Mae Nam Mae Klong und des Mae Nam Chao Phraya in Thailand. Die Art wurde nach dem thailändischen Zierfischhändler und Fänger der Typusexemplare Somphong benannt.

## Merkmale
Der Süßwasserfisch erreicht lediglich eine Körperlänge von drei Zentimeter, das Männchen bleibt noch kleiner. Der Körper ist gestreckt, seitlich abgeflacht und im Unterschied zu den anderen Keilfleckbärblingen nicht hochrückig. Die Körperfärbung ist gelblich bis hell bräunlich, die Rückenseite zeigt eine Netzzeichnung. Entlang der Körperseiten ziehen sich zwei Längsbänder. Der obere glänzt golden und beginnt hinter dem Kiemendeckel, während der untere unterhalb des Rückenflossenursprungs beginnt, sich bis zur Schwanzflossenwurzel erstreckt und dunkel bis schwarz ist. Eine weitere dunkle Längsbinde bildet oberhalb der Afterflosse ein schwarzes Dreieck. Die Flossen sind transparent und haben eine zart bräunliche bis gelbliche Tönung. Eine Seitenlinie fehlt.
- Flossenformel: Dorsale: 2/6–7; Anale: 2/5.
- Schuppenformel: mLR 24–25.

Der Siamesische Zwergbärbling laicht, ähnlich wie der verwandte Keilfleckbärbling, unterhalb eines Pflanzenblatts. Das Gelege ist klein und umfasst nur etwa 70 Eier.